# Дюпюи, Поль
Поль Дюпюи (фр. Paul Dupuy; 18 января 1856, Лудён — 17 марта 1948, Женева) — историк и географ, профессор географии в Международной школе Женевы; состоял преподавателем истории в Парижской высшей нормальной школе; в 1896 году опубликовал первую полную биографию математика Эвариста Галуа «La vie d’Evariste Galois».

## Биография
Поль Дюпюи родился 18 января 1856 года в городе Лудён; сдал экзамен на сертификат о среднем образовании в 1876 году и получил диплом о высшем образование (агреже по истории и географии) в 1881 году. С 1885 по 1925 год он являлся генеральным инспектором, ответственным за дисциплину, и преподавателем истории в Парижской высшей нормальной школе, где он также сыграл важную роль в организации празднования столетия школы в 1895 году. Известен тем, что в 1896 году опубликовал первую полную биографию математика Эвариста Галуа, названную им «Жизнь Эвариста Галуа» (La vie d’Evariste Galois).
Во время Первой мировой войны Дюпюи вел активную переписку с мобилизованными на фронт учениками, что позволило поддерживать жизнь школы после окончания боевых действий. В 1904 году он стал генеральным секретарем парижской школы, а затем — профессором географии в Международной школе Женевы, открытой его дочерью; умер в Женеве 17 марта 1948 года.

## Работы
- La vie d'Évariste Galois in Les Annales scientifiques de l'École normale supérieure, 3e série, tome XIII, 1896.
  - La vie d'Évariste Galois, Édition Jacques Gabay, 1992, Paris, ISBN 2-87647-143-4.